# Marluce Dias da Silva
Marluce Dias da Silva (Recife, 30 de novembro de 1950) é uma empresária brasileira. Foi diretora geral da Rede Globo de 1998 a 2002, ocupando o cargo que foi de José Bonifácio de Oliveira Sobrinho, o "Boni".

## Biografia
É formada em psicologia pela Universidade Católica de Pernambuco e, aos 23 anos, foi para o Rio de Janeiro onde fez pós-graduação em Educação e Administração na PUC carioca.[carece de fontes?]

### BNDES
Ingressou no Banco Nacional de Desenvolvimento Econômico e Social (BNDES) em 1974 no cargo de técnico de treinamentos.[carece de fontes?]

### Mesbla
Em 1978, passou para a iniciativa privada e, entre 1986 e 1991, foi diretora de "Recursos Humanos e Organização" da loja de departamentos Mesbla.[carece de fontes?]

### Globo
Durante essa época, ela prestou consultoria de recursos humanos e planejamento estratégico para a TV Globo, onde viria a trabalhar a partir de 1991, convidada por Roberto Irineu Marinho, no cargo de superintendente executiva.[carece de fontes?]
Em 1997, passou a responder pelas principais áreas da empresa.
Foi nomeada diretora-geral da TV Globo em 1998, além de dirigir também a Globosat, Som Livre, SIC, Globo Esporte e Globo.com, empresas também pertencentes às Organizações Globo.[carece de fontes?]
Em setembro de 2002 afastou-se para tratamento de câncer e foi substituída por Otávio Florisbal.
Em junho de 2003, já recuperada, voltou ao trabalho como assessora da presidência da TV Globo.[carece de fontes?]
Desligou-se da empresa em 2007, mas continua prestando serviços de consultoria à TV Globo.